# Коломза
Коломза је насеље у општини Улцињ у Црној Гори. Према попису из 2003. било је 249 становника (према попису из 1991. било је 372 становника).

## Демографија
У насељу Колонза живи 182 пунолетна становника, а просечна старост становништва износи 38,3 година (37,3 код мушкараца и 39,5 код жена). У насељу има 63 домаћинства, а просечан број чланова по домаћинству је 3,95.
Становништво у овом насељу веома је хетерогено, а у последња три пописа, примећен је пад у броју становника.
|  |

| Демографија | Демографија | Демографија |
| Година      | Становника  | Становника  |
| ----------- | ----------- | ----------- |
|             |             |             |
|             |             |             |
|             |             |             |
|             |             |             |
| 1948.       | 295         |             |
| 1953.       | 308         |             |
| 1961.       | 329         |             |
| 1971.       | 363         |             |
| 1981.       | 430         |             |
| 1991.       | 372         | 287         |
| 2003.       | 294         | 249         |
|             |             |             |

| Етнички састав према попису из 2003.‍ | Етнички састав према попису из 2003.‍ | Етнички састав према попису из 2003.‍ | Етнички састав према попису из 2003.‍ | Етнички састав према попису из 2003.‍ |
| ------------------------------------ | ------------------------------------ | ------------------------------------ | ------------------------------------ | ------------------------------------ |
|                                      |                                      |                                      |                                      |                                      |
| Албанци                              | Албанци                              |                                      | 141                                  | 56,62%                               |
| Црногорци                            | Црногорци                            |                                      | 25                                   | 10,04%                               |
| Муслимани                            | Муслимани                            |                                      | 15                                   | 6,02%                                |
| Срби                                 | Срби                                 |                                      | 1                                    | 0,40%                                |
| непознато                            | непознато                            |                                      | 67                                   | 26,90%                               |

| Година пописа     | 1948. | 1953. | 1961. | 1971. | 1981. | 1991. | 2003. |
| ----------------- | ----- | ----- | ----- | ----- | ----- | ----- | ----- |
| Број домаћинстава | 62    | 52    | 66    | 79    | 79    | 93    | 70    |

| Број чланова      | 1  | 2 | 3  | 4 | 5  | 6  | 7 | 8 | 9 | 10 и више | Просек |
| ----------------- | -- | - | -- | - | -- | -- | - | - | - | --------- | ------ |
| Број домаћинстава | 63 | 4 | 15 | 7 | 12 | 13 | 6 | 3 | 3 | 0         | 0      |

| Пол    | Укупно | Неожењен/Неудата | Ожењен/Удата | Удовац/Удовица | Разведен/Разведена | Непознато |
| ------ | ------ | ---------------- | ------------ | -------------- | ------------------ | --------- |
| Мушки  | 110    | 41               | 62           | 6              | 0                  | 1         |
| Женски | 91     | 13               | 66           | 12             | 0                  | 0         |
| УКУПНО | 201    | 54               | 128          | 18             | 0                  | 1         |

| Пол    | Укупно                    | Пољопривреда, лов и шумарство | Рибарство                            | Вађење руде и камена | Прерађивачка индустрија       |
| ------ | ------------------------- | ----------------------------- | ------------------------------------ | -------------------- | ----------------------------- |
| Мушки  | 46                        | 3                             | 0                                    | 7                    | 1                             |
| Женски | 9                         | 0                             | 0                                    | 0                    | 1                             |
| УКУПНО | 55                        | 3                             | 0                                    | 7                    | 2                             |
| Пол    | Производња и снабдевање   | Грађевинарство                | Трговина                             | Хотели и ресторани   | Саобраћај, складиштење и везе |
| Мушки  | 6                         | 3                             | 3                                    | 13                   | 3                             |
| Женски | 0                         | 0                             | 3                                    | 4                    | 0                             |
| УКУПНО | 6                         | 3                             | 6                                    | 17                   | 3                             |
| Пол    | Финансијско посредовање   | Некретнине                    | Државна управа и одбрана             | Образовање           | Здравствени и социјални рад   |
| Мушки  | 0                         | 0                             | 2                                    | 4                    | 0                             |
| Женски | 0                         | 0                             | 0                                    | 1                    | 0                             |
| УКУПНО | 0                         | 0                             | 2                                    | 5                    | 0                             |
| Пол    | Остале услужне активности | Приватна домаћинства          | Екстериторијалне организације и тела | Непознато            | Непознато                     |
| Мушки  | 1                         | 0                             | 0                                    | 0                    | 0                             |
| Женски | 0                         | 0                             | 0                                    | 0                    | 0                             |
| УКУПНО | 1                         | 0                             | 0                                    | 0                    | 0                             |